# Clamp

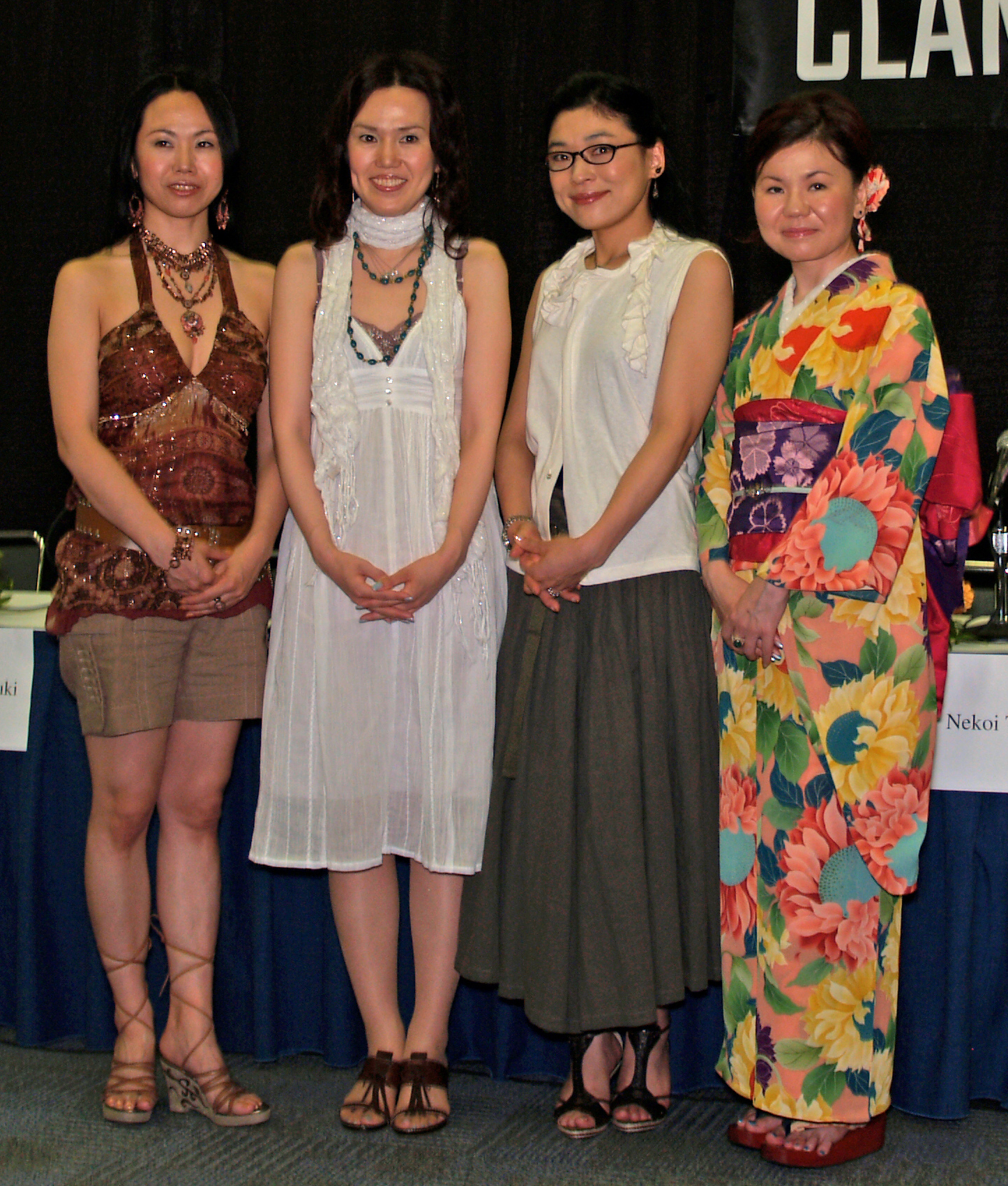
Clamp tại Anime Expo 2006. Từ trái sang phải: Igarashi Satsuki, Ohkawa Nanase, Nekoi Tsubaki và Mokona.

CLAMP (クランプ Kuranpu) là một nhóm mangaka Nhật Bản nổi tiếng. Những manga của nhóm này thường được chuyển thể thành anime sau khi được xuất bản. Tính đến tháng 10/2007, đã có 100 triệu bản truyện tranh.

## Lịch sử
CLAMP ra đời vào năm 1989 gồm 12 người chuyên vẽ các doujinshi và đến 1990, họ còn 7 thành viên. Trong số 7 thành viên còn lại, Akiyama Tamayo, Nanao Sei và Sei Leeza rời nhóm trong quá trình họ sáng tác manga RG Veda. Vì vậy, hiện tại, CLAMP chỉ có 4 thành viên.
Thể loại truyện của họ rất đa dạng, từ thiếu nhi, hài hước (Cardcaptor Sakura, Clamp School Detectives) cho đến các thể loại danh cho thiếu niên (xxxHolic, X). Theo CLAMP thì tên của nhóm có nghĩa là một đống khoai tây.
Năm 2004, vào dịp kỉ niệm 15 năm ngày thành lập nhóm, CLAMP đã thay đổi tên các thành viên từ Ōkawa Nanase, Mokona Apapa, Mick Nekoi và Satsuki Igarashi thành Ohkawa Ageha, Mokona, Nekoi Tsubaki và Igarashi Satsuki (tên cô ấy phát âm như nhau nhưng cách viết thì khác nhau). Trong một cuộc phỏng vấn gần đây với Ōkawa, mọi người mới biết rằng Mokona muốn bỏ họ của mình vì nghe nó không đủ chín chắn, còn Nekoi thì không thích bị bàn luận rằng tên cô ấy giống với tên của Mick Jagger. Ohkawa và Igarashi thì đổi tên đơn giản để đồng nhất với hai người còn lại.

## Giải thưởng
Họ nhận giải Seiun Award vào năm 2001 với tác phẩm Cardcaptor Sakura.

## Những thành viên hiện tại
Ohkawa Nanase (大川 七瀬 Ōkawa Nanase), trước là Ohkawa Ageha (大川 緋芭 Ōkawa Ageha, Đại Xuyên Phi Ba)
Sinh vào 2/5/1967 ở Osaka. Cô là trưởng nhóm và là người viết kịch bản chính. Cô cũng là người thương lượng với người biên tập tạp chí, thỉnh thoảng là người viết kịch bản cho phiên bản anime của manga.